# 洞穴人 (政治術語)
洞穴人（來自英語的首字母縮略詞）是一個對時常反對在社區、組織或工作地點做出任何改變行為的公民的貶稱。
這個稱呼常與鄰避效應連結，在這種情況中，居民反對一項新開發計畫，表面上理由是它不適合當地。儘管鄰避效應通常與社區發展有關，但顧名思義，洞穴人幾乎反對任何的改變。這種態度常表現在反對公共政策的變化，例如徵稅、下水道費率、公共交通路線、停車規定、市政合併或兼併等議題上。洞穴人經常通過參加社區會議、給當地報紙寫信或打電話到電台節目來公開宣達他們的觀點。

## 來源
「洞穴人」一詞的來源可以追溯到1990年9月30日的《奧蘭多哨兵》。這個詞顯然地在這篇報導出現之前就已經存在。

## 外部連結
- 奧蘭多哨兵1990年9月30日的提及 （页面存档备份，存于）
- Word Spy上的解釋 （页面存档备份，存于）